# Réfus-Turm
Der Réfus-Turm ist Teil des Schloss Pruntrut in Pruntrut des schweizerischen Kantons Jura.

## Geschichte
Der Réfus-Turm wurde im 13. Jahrhundert erbaut, als der Fürstbischof von Basel und die Grafen von Ferrette und Montbeliard um den Besitz von Pruntrut und Ajoie (Elsgau) kämpften. Der Name, der lange Zeit mit dem lateinischen «Refugium» in Verbindung gebracht wurde, stammt vielleicht vom altdeutschen Wort «riff-hus» ab, was «Gebäude auf einem Felsen oder an einem Ufer» bedeutet. Der mächtige Turm mit seinem grob behauenen Mauerwerk (Bossenwerk oder Rustika) ist bis zu den Zinnen 32 m, bis zum First des im 16. Jahrhundert hinzugebauten Dachs 44 m hoch. Am Fuss des Turms ist die Mauer ungefähr 4 m dick. Das Tor befindet sich in ca. 9 m Höhe. Früher gelangte man aus dem 1804 abgerissenen Lydda-Gebäude über einen Steg in den Turm. Der grosse Raum in Erdgeschoss, der nur über eine Falltür im Gewölbe erreichbar war, diente im Fall einer Belagerung als Vorratsraum für die Verteidiger. Möglicherweise wurde er zeitweise als Verlies benutzt. Vom Raum im ersten Stock mit seinem Gewölbe erreicht man über eine Treppe in der Wand des Turms die oberen Etagen. Der Raum in der zweiten Etage, der ebenfalls mit einem Gewölbe verstehen ist, weist einen in Teilen erhaltenen Wandkamin auf.

## Restaurationen
Der Turm wurde zwischen 1924 und 1926 restauriert, der Dachstuhl im Jahr 1985.

## Situation
130 Treppenstufen führen zur einst als Wachturm dienenden Aussichtsplattform des Turms. Von dort hat man einen Blick über die Altstadt von Pruntrut und ihre Umgebung bis hin zum südlichen Horizont mit den Bergketten des Mont Terri und Lomont.  

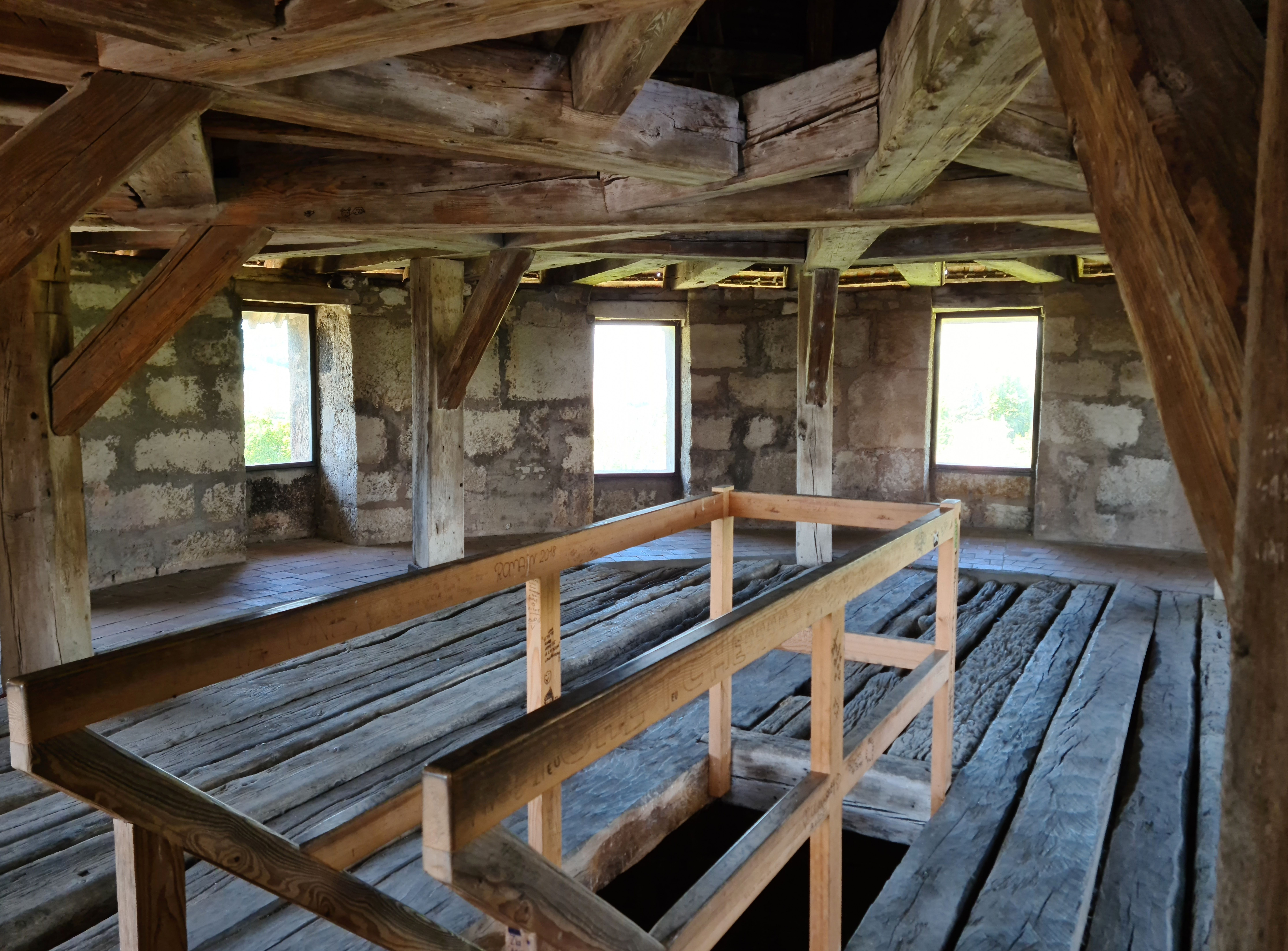
Aussichtsplattform
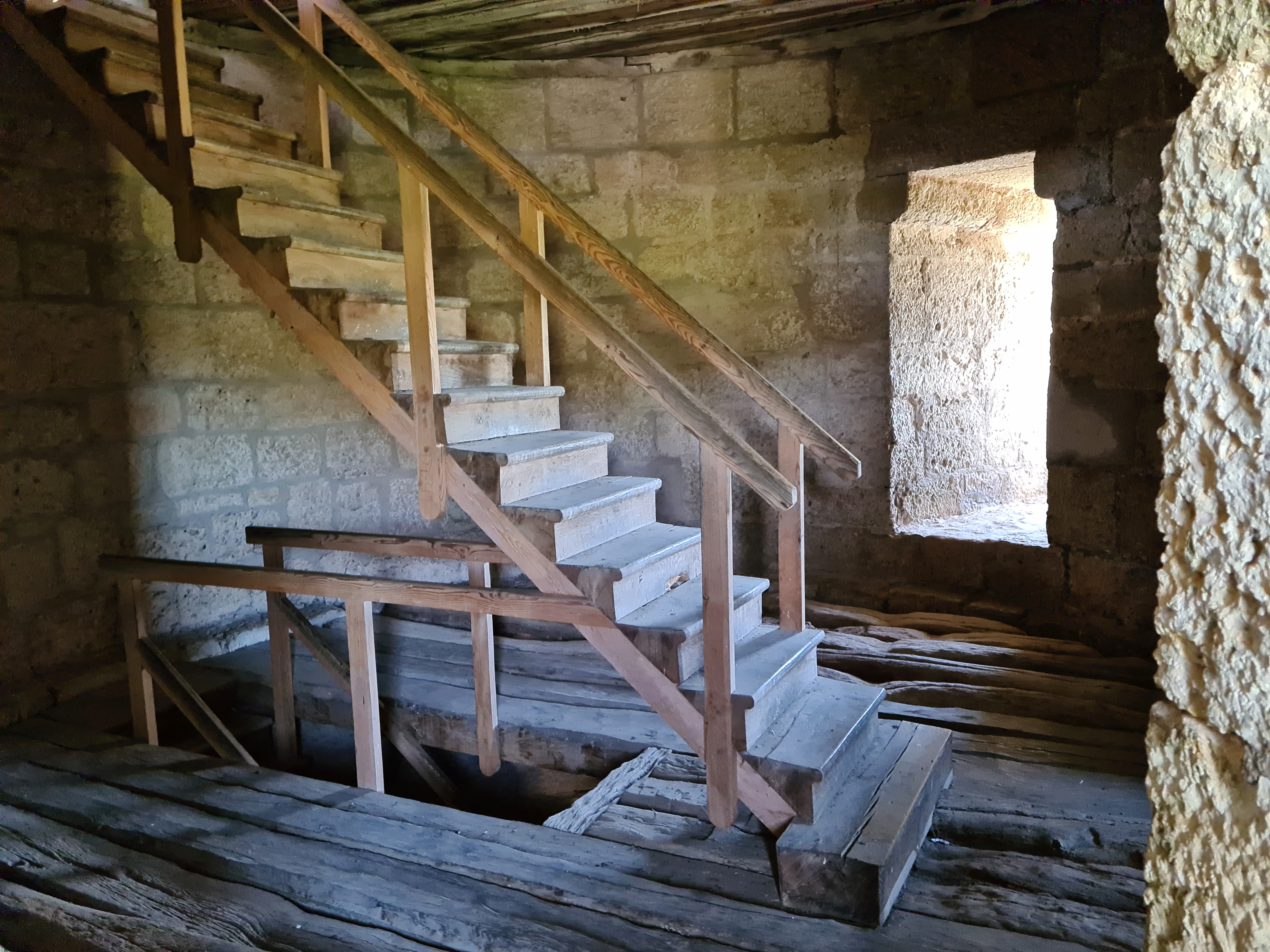
2. Stockwerk
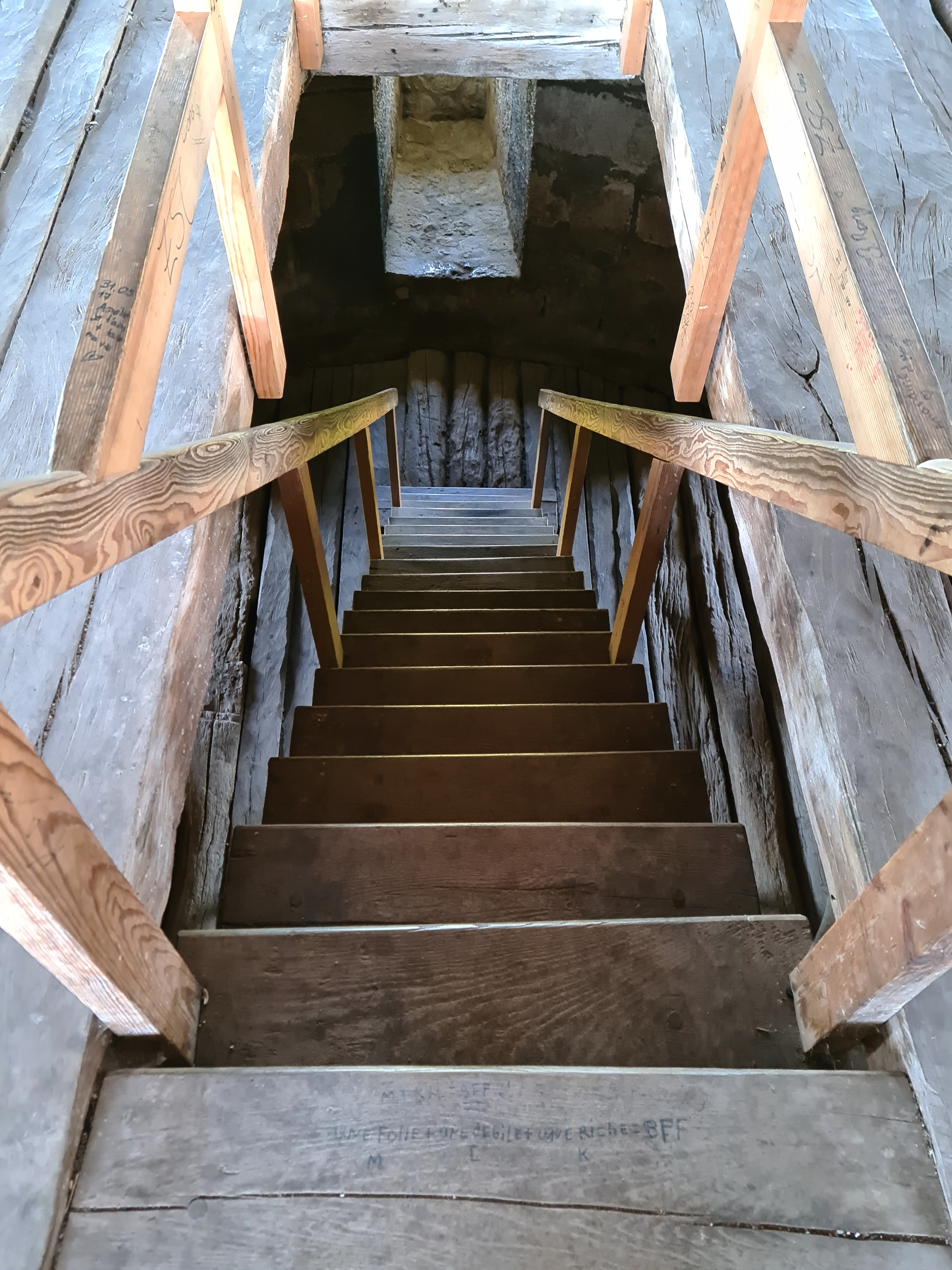
Oberste Treppe
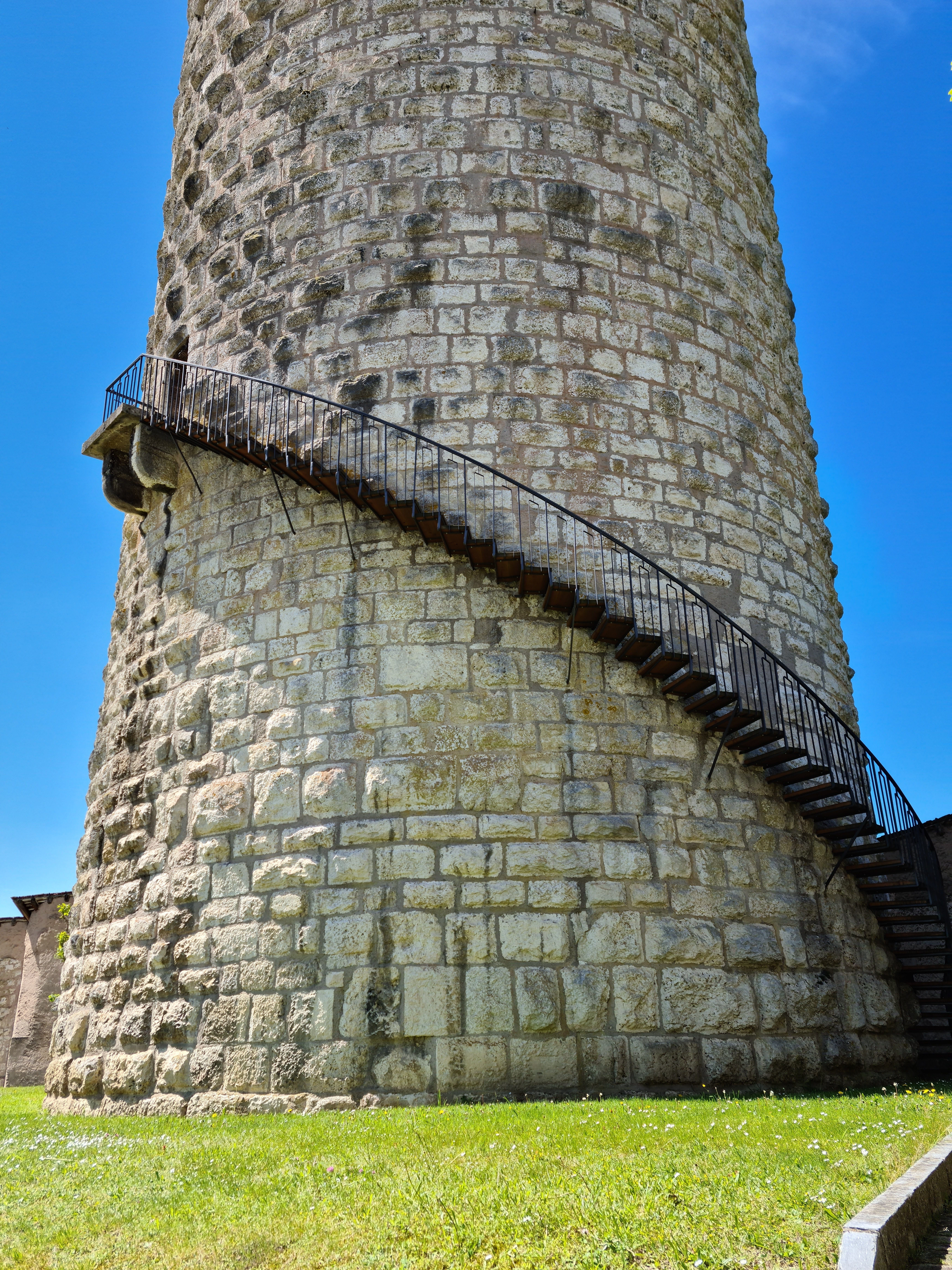
Äussere Treppe
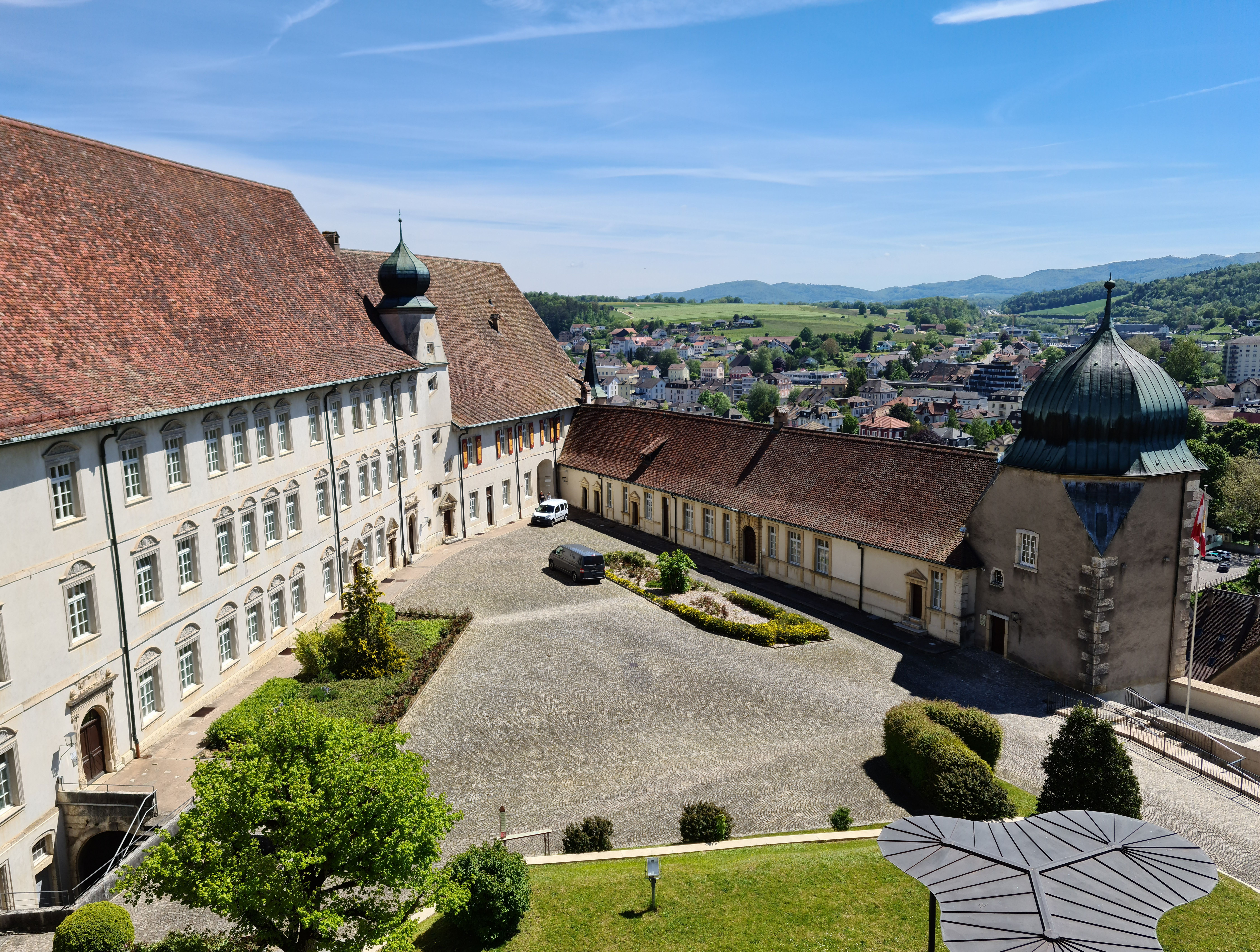
Schloss Pruntrut